# Langerina
La langerina, definita anche con l'acronimo CD207 è una proteina espressa dalle cellule di Langerhans dell'epidermide. Essa è implicata nella formazione dei granuli di Birbeck.
Essa è un recettore e fa parte dei PRR (pattern recognition-receptors).

## La patologia pediatrica
La langerina, nota anche come CD207, è una lectina transmembrana di tipo II, di tipo C (Ca2+-dipendente), localizzata nei granuli di Birbeck delle cellule di Langerhans. Le cellule di Langerhans sono cellule dendritiche immature localizzate nell'epidermide e negli epiteli delle mucose che avviano risposte immunitarie innate e adattative ad antigeni rilevanti per la pelle. I tumori derivati dalle cellule di Langerhans sono classificati in istiocitosi a cellule di Langerhans (LCH) e sarcoma a cellule di Langerhans (LCS). Il LCS è un raro tumore delle cellule dendritiche definito come una variante maligna di alto grado del LCH. La differenziazione tra LCH, LCS e altri tumori è difficile. La langerina si è dimostrata utile per differenziare l'istiocitosi a cellule di Langerhans da altre proliferazioni istiocitiche non a cellule di Langerhans, in quanto la valutazione dell'espressione della langerina è preziosa nei casi in cui si sospetta una diagnosi di istiocitosi a cellule di Langerhans, ma non può essere confermata a causa della mancanza di immunoreattività del CD1a. L'anti-langerina è utile anche come parte di un pannello di anticorpi contro CD1a, CD21, CD23, CD35 e S-100, nella distinzione di sarcoma istiocitico, sarcoma a cellule dendritiche interdigitanti, sarcoma a cellule dendritiche follicolari, xantogranuloma giovanile disseminato e malattia di Rosai-Dorfman (istiocitosi sinusale con linfadenopatia massiva).